# Schefflera pauciflora
Schefflera pauciflora là một loài thực vật có hoa trong Họ Cuồng cuồng. Loài này được R.Vig. miêu tả khoa học đầu tiên năm 1909.